# Polysyncraton tegetum
Polysyncraton tegetum är en sjöpungsart som beskrevs av Kott 200. Polysyncraton tegetum ingår i släktet Polysyncraton och familjen Didemnidae. Inga underarter finns listade i Catalogue of Life.